# Almería
 Ovo je glavno značenje pojma Almería. Za druga značenja pogledajte Almería (razdvojba).
Almería je grad u Španjolskoj. Središte provincije Almería.

## Zemljopis
Grad je smješten na jugoistoku Španjolske, na obalama Sredozemnog mora. 

## Stanovništvo
Grad ima 181.702 stanovnika (2005.).

## Povijest
Grad je osnovao Abd ar-Rahman III. 955. g., kao glavnu luku u svojoj namjeri da ojača obranu prema Sredozemnom moru. Ime potječe od arapske riječi Al-Mariyat što znači "ogledalo mora". Alcazaba od Almeríje je kompleks utvrda izgrađen kako bi štitio grad.